# Иван Ребров
Иван Иванович Ребров е руски казашки петдесятник, изследовател и арктически мореплавател.

## Произход
Вероятно е роден в Тоболск, Тюменска губерния, Руска империя, но точната дата и година не са известни.

## Изследователска дейност (1631 – 1641)
През 1631 г., начело на група казаци, Ребров е изпратен от Тоболск в долното течение на река Таз за събиране на данък от местните жители. В състава на отряда на Степан Коритов през 1632 се добира до Якутск, като преминава по реките Нижная Тунгуска, Чона и Вилюй.
През лятото на 1633, под командата на друг казак Иля Перфилев, се спуска по Лена до делтата ѝ и не по-рано от август 1634 плава от устието на Лена на запад и открива Оленьокския залив и устието на река Оленьок. Там в устието на реката основава зимовище и до лятото на 1637 събира данък от евенките, живеещи в долината на Оленьок. През 1637 се придвижва на изток към устието на река Яна и през септември се присъединява към отряда на Перфилев. След зимуване във Верхоянск до есента на 1638, по нареждане на Перфилев, завършва откриването на Янския залив. Открива и първи плава по протока Дмитрий Лаптев (отделящ Големия Ляховски остров от континента) и устието на река Индигирка, като по този начин открива около 900 км от северното крайбрежие на Азия между устията на Яна и Индигирка. Изкачва се на 600 км по Индигирка до устието на река Уяндина, където построява зимовище и там провежда три зимувания. През лятото на 1641 по същия път се завръща в Якутск.

## Следващи години (1641 – 1666)
След това Ребров заема длъжността приказчик (управител на магазин, в случая управител на пункт за събиране на ценни животински кожи): през 1642 – 1647 на река Оленьок, през 1649 – 1654 на река Колима.
Умира през 1666 година.